# Чачково (Минский район)
Чачково — агрогородок в Минском районе Минской области Беларуси.
Расположен в 15 км от западных окраин Минска.

## История
Точной даты появления населённого пункта Чачково нет. Первые поселенцы жили на правом берегу реки Птичь, возможно, на её изгибе, недалеко от дороги «Чачково — Лисовщина». Подтверждением этого факта могут быть и предметы, найденные при раскопках. Это кусочки каменной мельницы, черепки и другое.
До нашего времени дошло название Курганы. Это место между бывшим Михалёвским хутором и Бадяновским, где и сегодня существуют возвышенности.
На мядельском портале «История Мяделя со стародавних лет до 1917 г.» в летописи «Князи Свирские. Часть 2» найдены интересные факты о владельце деревни Чачково в начале XVI в. Это был князь Якуб Петькович Свирский, который вспоминается как хорунжий Свирский. Умер он в 1528 году. «Его вдова Анна Михайловна в 1532 году продала князю Юрию Слуцкому за 30 коп. денег поместье Чачковское (Чачково) в Минском уезде».
В 1567 году деревня, согласно карте «Менский павет в 1567 г.», написаной историком Спиридоновым М. Ф., называлась Шчачково. Её владельцем был, возможно, некто Р. Путята.
В XVI в. (1600 г.) Чачково — село Старосельской волости Слуцкого княжества. Её владельцем являлась княгиня З. Ю. Олельковна-Слуцкая.
В 1967 году Чачково — поместье, собственность П. Ашиклинского, в состав которого входит 9 домов, мельница. Жители села составляли соседнюю сельскую общину. Ограниченное самоуправление обычно в таких общинах осуществляли выбранные крестьянами старосты, главной функцией которых было выполнение приказов своих помещиков. Каждое крестьянское хозяйство имело земельный надел. Феодалы обычно признавали наследственность наделов.
Никаких прав крестьянам на землю, которой они пользовались, феодальное заканодательство не гарантировало. Однако запрет земельных сделок крестьянам без разрешения помещиков в нём была предусмотрена.
Так как размер земли на валоки требовал определённых средств, то до конца XVI в. осуществляли преимущественно крупнейшие, крупные и средние феодалы. Поэтому можно полагать, что поместье в Чачково принадлежало среднему шляхтицу.
Жизнь жителей местного воеводства в XVII в. была тяжёлой. Население умирало от частых эпидемий и неурожаев. Об этом свидетельствует запись в «Баркулабовском летописе»: «Року 1601. Тот был неусавичный: то ест начали жито на хлеб жати голодные люди….А дожали жита перед покровом за 2 недели, бо дожд уставичие пол недель12… 4 дня снег великий выпал, прето што было пашни, ядрицы, овса, пшеницы, ечмень, горох, боб, то всё снегом напала и великую яри шкоду учинила. Згола было всему не добро, як збожю, также и людем…А тот гнев божий был и непогода, почавши от Менска до Полоцка к Витебску..А так потом много множества людей убогих з голоду на низ з жонами и детками и з семею, што юж страшно было не только видети, Але трудно было и выписати, то ест з верх в воласци Шкловскае, з Друцка, з Дубровны, з Круглы, з Витебска, с-под Полоцка, с-под Менска и з инших многих украин. Многим людем поморозило кому ногу, кому палцы, другому вид, уши, нос, а другие з морозу померли. А коли вже была весна в року 1602, тот наход людей множество почали мерти; по пятеру, по тридцати у яму хоронили, хворых, голодных, пухлых многое множество — страх видети гневу божию».
Период частых войн (XVII—XVIII вв.) также оставил отпечаток на положение населения. Походы Лжедмитриев I, II (1604, 1607 гг.) на Россию, война Речи Поспалитой с Россией и Швецией (с 1654 по 1667 гг.), Северная война (1700—1721 гг.) вызвали не только увеличение налогов, но и разрушения, опустошение и гибель мирных жителей.
В 1791 г. Чачково — деревня Раковской парафии, собственность Воронца. В деревне находится панский двор, 5 дымов, магазин.